# 八卦掌
八卦掌（はっけしょう、Bāguázhǎng）とは、中国武術の一派。
太極拳、形意拳と並んで孫禄堂の提唱した内家三拳の一つに数えられる現代では非常に著名な中国武術である。
その名の通り八卦に基づいた技術理論により掌を開いて円周上を回る様に動くのが特徴である。

## 創始者
清朝後期（19世紀の前半）、紫禁城の宦官であった董海川によって創始された。

## 歴史
武術の中でも歴史は浅いほうであり成立年代は19世紀の前半（清朝後期のころ）と言われており、創始者は紫禁城の宦官であった董海川とされる。当時、董海川自身が「八卦掌」という名称を用いていたかどうかは定かでなく、円周上を回る所から転掌と呼ばれていたとされている。董海川は後に粛親王府の護院の長となったと伝えられているが、確かな記録はまだ見つかっていない。

## 源流
八卦掌の源流を道教の修行法とする説や他の拳術とする説もあるが、詳細は不明である。
八卦拳を標榜する派、特に宮宝田派は、二代目の尹福が羅漢拳を身につけていたことから、成立過程の一つに羅漢拳を挙げて源流の一つと主張している。開祖の董海川が羅漢拳を身につけていた形跡は今の所発見されていない。
北京体育大学の康戈武教授が論文で董一族の住処であった村に八番拳というものが伝えられており、これが八卦掌の源流ではないかと発表している。この八番拳に道教の円を巡る修行法、天転尊・禹歩が加えられ走圏となったのではないかと推測している。また八番拳の套路には八大母掌との共通性が見られるという。
意拳創始者の王向斉が雑誌記者のインタビューに答えた所によれば、八卦掌は成立当初は現在基本技術とされる単換掌と双換掌の二つしかなかったと答えている。

## 門派
八卦掌の門派は甚だ多い。
その理由としては、董海川の元に集まった各地の達人たちに対して、董海川は各達人がそれまで学んできた武術にあわせて教授した点が挙げられる。よって、投げ技が主体の門派や打撃が主体の門派など、門派によって動作に大きな違いが見られる。
尹福の創始した尹派八卦掌、程廷華の創始した程派八卦掌、梁振圃の創始した梁派八卦掌など、多くの門派が存在する。
現在、伝承が確認されているのは、尹福、馬維祺、史計棟、程廷華、程殿華、宋長栄、張釣、宋永祥、樊志湧、李長勝（李長盛）、劉宝珍（劉宝貞）、梁振蒲、劉鳳春、李存義、張占魁、賈岐山、等の系統である。
それぞれが他門派の優れた技術を多く取り入れて、技術を補完したため伝承者によって体系が大きく異なるとされる。
以下中国で代表的な門派を例に挙げる。
尹派（朝暘門)
特徴 - 牛舌掌（中指を中心に四指を伸ばし揃えた掌型。親指の配置は伝承者によって異なる。蛇頭掌とも称する）、鶴行歩。
内容 - 走圏、無極式（内丹術）、換掌、定勢八掌（塌掌・穿掌・推掌・托掌・劈掌・㩋掌・双合掌・鑽掌）（馬貴伝：塌掌・托掌・仙鶴掌・挿掌・探爪掌・鳳凰掌・鮫龍掌・白龍掌）、六十四掌、十二連腿、七十二裁腿、羅漢拳、判官筆、子母鶏爪陰陽鴛鴦鋭、鉤鎌剣等。
程派（嵩文門)
特徴 - 龍爪掌（五指を分開し丸みを帯びさせた掌型。打つ/抓むといった変化が容易い）、鶏行歩。
内容 - 走圏、単換掌、転掌（猛虎推山・大鵬展翅・獅子張口・白猿献花・力推八馬・懐中抱月・指天挿地・青龍探爪）、八母掌、連環掌、八形掌（蛇形順掌式・龍形穿掌式・回身打虎掌・燕翻蓋手掌・転身反背掌・擰身探馬掌・翻身背挿掌・停身搬扣掌）、六十四掌、七十二裁腿他。
梁派（徳勝門)
特徴 - 瓦攏掌、趟泥歩
内容 - 走圏、転掌、定式八掌（下沈（塌）掌、托天掌、推摩掌、柔球（叉子）掌、抱月掌、陰陽掌、指天画地掌、托槍掌）、老八掌、(単換掌、蓋手掌、反背（背身）掌、劈手掌、脱身化影掌、千斤垂地掌、摩身掌、平穿掌）、連環掌、龍形掌、単操十二式、二十四式、六十四手、七十二截腿、七十二招、吸化掌等
開祖の董海川の門生は（以下、董海川の墓碑に記載のある順に）
尹福（大弟子、呼称『痩尹』）、馬維祺（呼称『煤馬』）、史計棟（呼称『賊腿史六』）、程廷華（呼称『眼鏡程』）
宋長栄、孫天章、劉登科、焦毓隆、谷毓山、馬存志、張釣、秦玉寛、劉登甲、呂成徳、安份、夏明徳、耿永山、魏吉祥、錫坤、王辛盛、王素清、沈長寿、王徳義、宋紫云、宋永祥、李万有、樊志湧、宋龍海、王永泰、彭連貴、傳鎮海、王鴻兵、谷歩云、陳春林、王廷桔、双福、李長盛、徐兆祥、劉宝貞、梁振蒲、張英山、郭玉亭、趙云祥、張金奎、焦春芳、劉鳳春、司元功、張鋒、清山、何五、何六、郭通海、徐鶴年、馮原廉、李寿年、孫泮。
小門生（寿字輩で董海川より指導を受けた者）には
張逸民、馬貴（尹福弟子）、楊峻峰（尹福弟子）、劉金印、文志、奎玉、王志、世亭、居慶元（尹福弟子）、劉印章、耿玉林。
また碑上に記載されていない門生として李存義、張占魁、全凱亭、阮谷珍、劉徳寛、賈岐山、程殿華（程廷華の弟）等が居る。

## 技術
基本的な構成は『走圏』→『換掌式』→『八種類の走圏（定勢八掌）』→『対応する八種類の掌法（八母掌）』→『八種類の掌法の変化（八母掌の直線/旋転変化）』であるが、その名称・動作・要求は派によって大きく異なる。
基本歩型『擺歩』『邁歩』『扣歩』を始めとする様々な歩法の習得が重要視されており、里進外扣、平起平落、趟泥歩で円周上を歩く『走圏』を基本とする。套路の内容は門派によって異なるが、8種類の基本的な套路に始まって様々な套路・対練（約束組手）を学び、修業者はそれらを組み合わせるなどして習得してゆく。各種槍、刀、剣、棍、鉞など様々な武器術も存在する。

八卦掌は名前の通り「拳」（こぶし）よりも「掌」（てのひら）を多用するが、掌に限定するわけでなく拳も用いられる。掌の形も、相手をつかんだり攻撃を流しやすくするために指先を大きく広げて構える形や、隠し武器（暗器）や指先で相手の急所を突くために指先をそろえて構える形など、門派により様々である。
動作の根本原理を易経の八卦思想で説明しているが、それらの理論は後世に付会されたと思われ、成立当初には無かったと考えた方が良い。
はじめに基本動作である「扣擺歩」、里進外扣で円周上を歩く「走圏 (Zǒuquān)」、歩く方向を変換する際に行なう「換掌式」、特定の姿勢で走圏を行なう「定勢八掌」、定勢八掌の変化である「八大掌」を練習する。その際に身体を半身にして構え相手と正対せず側面から技を用いる「避正斜撃」が基本とされる。その後さまざまな套路（八母掌の幾つかの動作を連結させたもの）や、武器術（子母鶏爪鋭、八卦大刀、八卦刀、八卦粘身槍、八卦剣、八卦棍、子母鴛鴦鍼、八卦判官筆、八卦七星杆など）などがある。